# Dilip Kumar Roy
Pour les articles homonymes, voir Roy.
Dilip Kumar Roy est un chanteur, musicien, musicologue, écrivain et poète indien né le 22 janvier 1897 à Krishnanagar (district de Nadia, Bengale) et décédé le 6 janvier 1980 à Mumbai.
Il est le fils de Dwijendralal Roy. Il a perdu sa mère alors qu'il n'était qu'enfant et fut élevé par son père. À l'âge de 16 ans, il perd aussi son père et est alors élevé par son riche grand-père maternel.
Dilip Kumar reçoit ses premières leçons de musique de son père, puis d'Ustad Abdul Karim Khan.
En 1927, Dilip Roy voyage à travers l'Europe pour donner des lectures sur la musique classique indienne. Il a écrit de nombreux livres dignes d'intérêts sur la musique.
Il fut récompensé par la Sangit Ratnakar pour sa contribution à la musique.

## Œuvres
| Année | Œuvre                         |                                                                                              |
| ----- | ----------------------------- | -------------------------------------------------------------------------------------------- |
| 1938  | Gitasagar                     | Demande du gouvernement pour le programme du département musical de l'université de Calcutta |
| 1938  | Sangitiki                     | Demande du gouvernement pour le programme du département musical de l'université de Calcutta |
| 1926  | Maner Parash                  | Nouvelle                                                                                     |
| 1927  | Dudhara                       | Nouvelle                                                                                     |
| 1935  | Dola                          | Nouvelle en 2 volumes                                                                        |
|       | Taranga Rodhibe Ke            | Nouvelle                                                                                     |
|       | Bahuballabh                   | Nouvelle                                                                                     |
|       | Dvicharini                    | Nouvelle                                                                                     |
| 1926  | Apad O Jalatanka              | Drame                                                                                        |
| 1944  | Sada Kalo                     | Drame                                                                                        |
| 1948  | Shri Chaitanya                | Drame                                                                                        |
| 1952  | Bhikharini Rajkanya           | Drame                                                                                        |
|       | Sri Aurobindo O Dharma Bijnan | Essai                                                                                        |
|       | Chhandasiki                   | Essai                                                                                        |
| 1978  | Kavirsi O Gunishilpi          | Essai, discussion sur Aurovindo, Rabindranath et Sharat Chandra                              |
| 1926  | Bhramyamaner Dinpanjika       | Récit de voyage                                                                              |
| 1944  | Abar Bhramyaman               | Récit de voyage                                                                              |
| 1940  | Bhusvarga Chancal             | Récit de voyage                                                                              |
| 1940  | Edeshe Odeshe                 | Récit de voyage                                                                              |
| 1955  | Deshe Deshe Chali Ude         | Récit de voyage                                                                              |
| 1942  | Sri Aurobindo Prasanga        | Mémoires                                                                                     |
| 1940  | Among the Great               | Mémoires                                                                                     |
| 1945  | Eyes of Light                 | Recueil de poésies                                                                           |

## Correspondance
Sri Aurobindo to Dilip, volume 2 (1934-1935). Correspondance de Sri Aurobindo avec Dilip Kumar Roy.